# Фортеця Шпандау

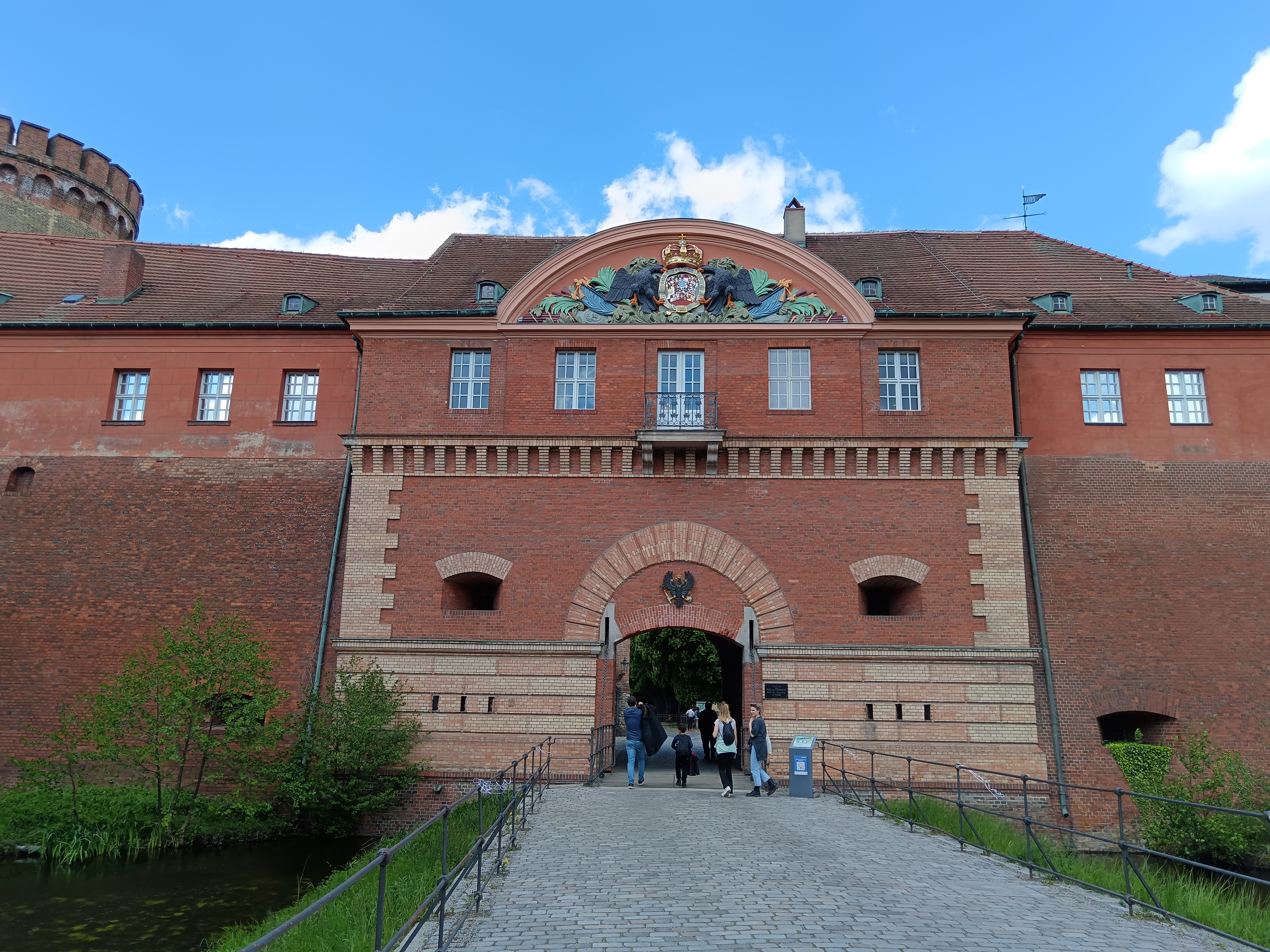
Вхід у фортецю Шпандау, ворота

Фортеця Шпандау — (нім. Zitadelle Spandau) історична фортеця, розташована в районі Шпандау на західному березі річки Гафель у Берліні.  Одна з найкраще збережених укріплених споруд епохи Відродження в Європі. Фортеця складається з чотирьох бастіонів, насипних валів та казематів.

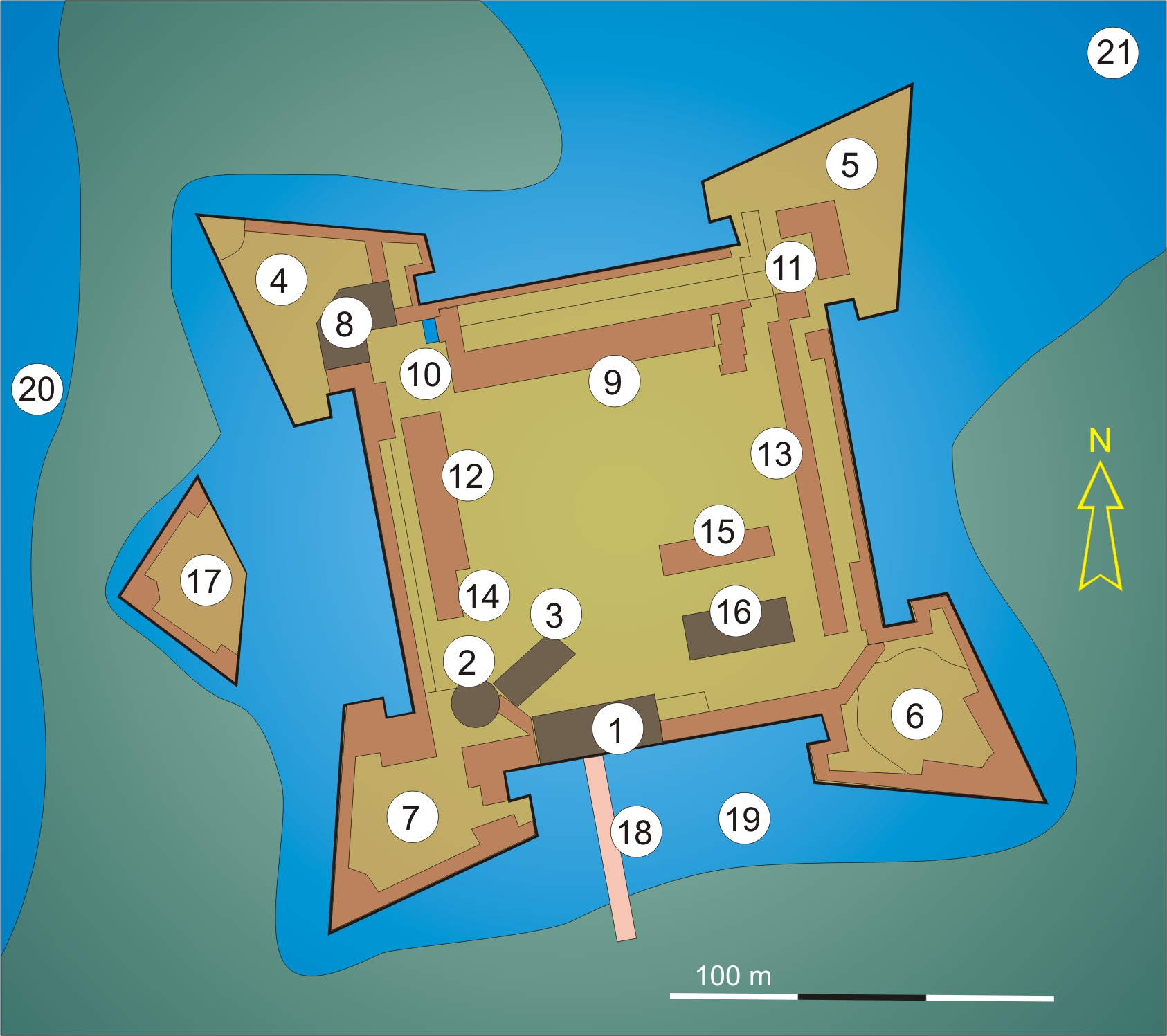
Схематична карта фортеці Шпандау: 1. Ворота (Будинок коменданта) 2. Вежа Юліуса 3. Палац 4. Бастіон «Кронпринц» 5. Бастіон «Бранденбург» 6. Бастіон «Кенігін»7. Бастіон «Кеніг» 8. Башта з гарматами 9. колишня Казарма 10. Водяні ворота

Фортеця була зведена в період між 1557 та 1594 роками за італійськими архітекторами за дорученням курфюрста Йоахіма II. З колишньої середньовічної фортеці збереглася лише вежа Юліуса з XIII століття та палац з XV століття.
З архітектурного погляду, дванадцятигранна фортеця з чотирма трикутними бастіонами та круглою вежею Юліуса  є ідеальним прикладом геометрично вишуканого військового міста XVI століття.
Чотирикутник, утворений стінами фортеці, має розміри 208 × 195 метрів. Бастіони розташовані таким чином, щоб уникнути утворення неосяжних кутів, які могли б служити укриттям для нападників. Зовнішній периметр фортеці оточений водою.

## Історія фортеці
Згідно археологічних досліджень що на місці нинішньої фортеці у XI ст. було слов'янське укріплення.
Для захисту найближчого житлового міста Берліна бранденбурзькі курфюрсти збудували фортецю в місці злиття річок Шпрее і Гавель недалеко від Шпандау. Підготовчі роботи до будівництва розпочалися 1557 року. Проєкт озброєння фортеці відомий з 1560 року, коли розпочалося будівництво. В 1580 році фортецю вперше зайняли війська, а у 1594 році будівництво фортеці було завершено. 1620 року місто Шпандау почали перебудовувати за допомогою валів. Фортеця перетворилася на цитадель. 1636 року граф Адам цу Шварценберг, намісник бранденбурзького курфюрста Георга Вільгельма, переніс у цитадель військове відомство.
Під час шведського вторгнення у 1675 перед цитаделлю розташовувалися шведські війська. У 1691 році в бастіоні Кронпринца стався вибух, після чого він був перебудований у 1692 році.
Під час війни з Францією фортеця здалася під командуванням майора Ернста Людвіга фон Бенекендорфа 25 жовтня 1806 без жодних спроб захистити себе. Наполеон Бонапарт відвідав її наступного дня. Після закінчення війни військовий суд засудив Бенекендорфа до смертної кари, але король Фрідріх Вільгельм III замінив вирок на «кріпосний арешт за королівською милістю» Фортеця залишалася зайнятою французькими та польськими військами аж до Визвольної війни. Під час облоги прусською армією у квітні 1813 року пороховий склад на бастіоні Кенігін вибухнув після артилерійського влучення. 26 квітня 1813 року французький гарнізон передав фортецю прусському генералу Августу фон Тюмену в обмін на вільний вихід.
Бастіон Королеви був відновлений у 1821 році, а зовнішня кладка була фанерована в її нинішньому вигляді у 1885 році. З 1874 по 1919 в цитаделі зберігалися частини Імперської військової скарбниці.
У 1920 році Цитадель стала відома завдяки пограбуванню, вчиненому шістьма людьми. Шість мільйонів румунських леїв були викрадені під час пограбування вежі Юліуса і мали бути перетворені на придатні для використання гроші в Брюсселі. Поліція назвала купця Фрешле та його коханку головними злочинцями, інші ж імовірно брали участь у крадіжці. Суд засудив обвинувачених до ув'язнення різної тривалості, у тому числі до умовних термінів
1935 року тут було створено армійську лабораторію газового захисту, в якій проводилися масштабні дослідження нервово-паралітичного газу «Табун». Наприкінці Другої світової війни, 1 травня 1945 року, цитадель було здано радянським військам командиром, полковником професором доктором Герхардом Юнгом, без бою, про це свідчить меморіальна дошка у вестибюлі цитаделі.
З 1945 по 1948 господарем цитаделі була британська адміністрація свого сектора Берліна. 1960 року в Паласі було відкрито історичний музей Шпандау. З 1962 по 1976 рік у цитаделі проводилися масштабні реставраційні роботи, під час яких було виявлено та знешкоджено вибухонебезпечні предмети.

## Галерея та локації

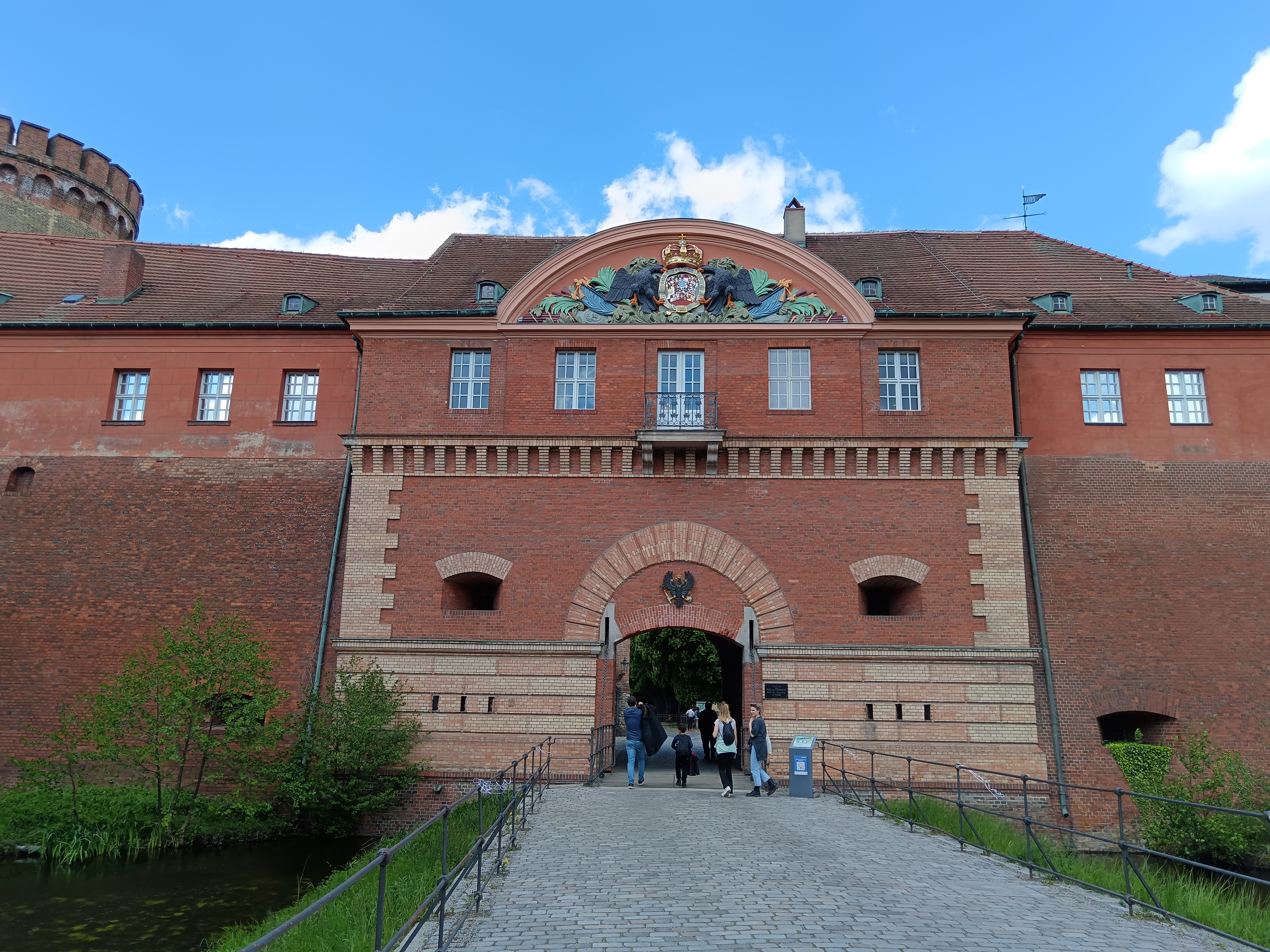
Ворота у фортецю, називається як сторожка. Побудована у 1563 році, також у 1620 р. була перебудована в будинок коменданта.
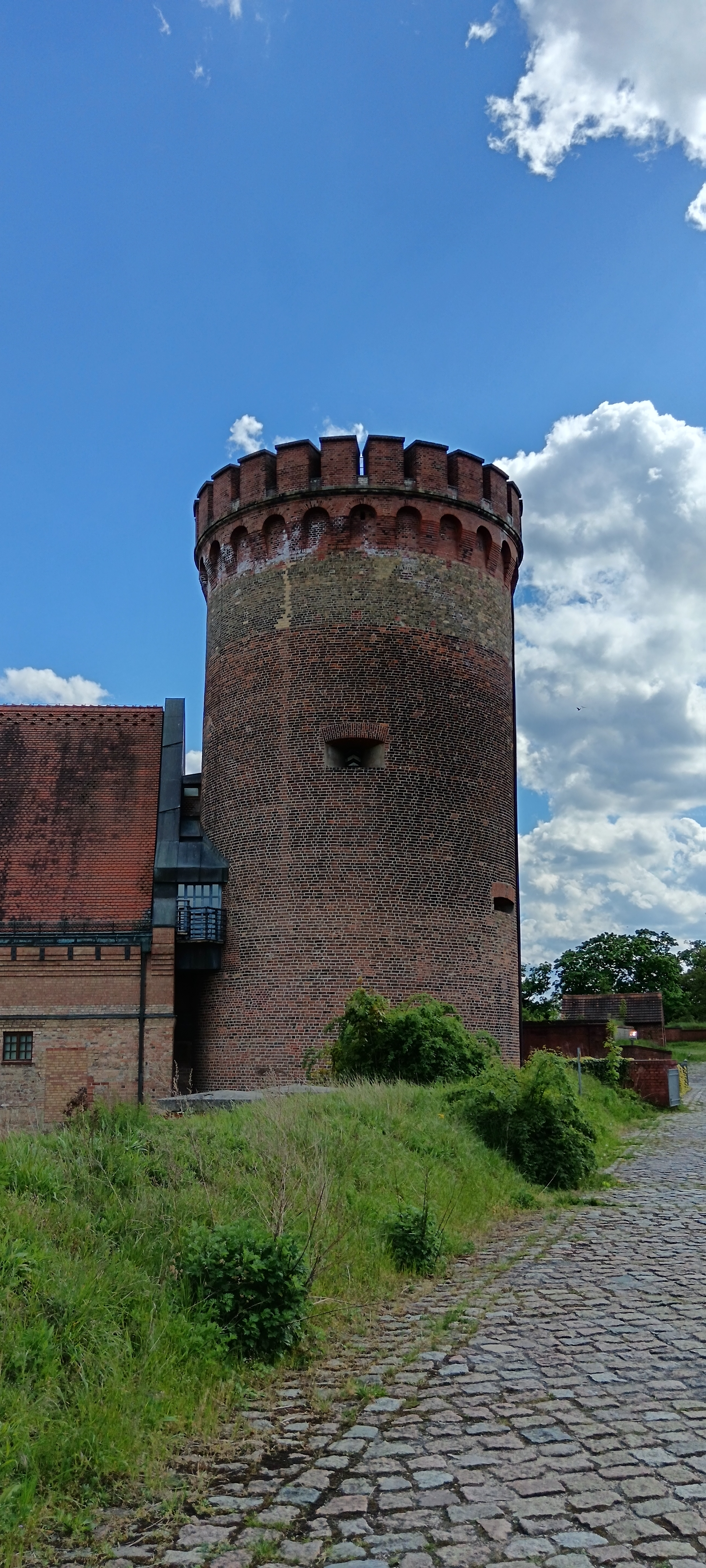
Вежа Юліуса, зроблений по проєкту К.Ф.Шинкеля, (нім. Juliusturm)
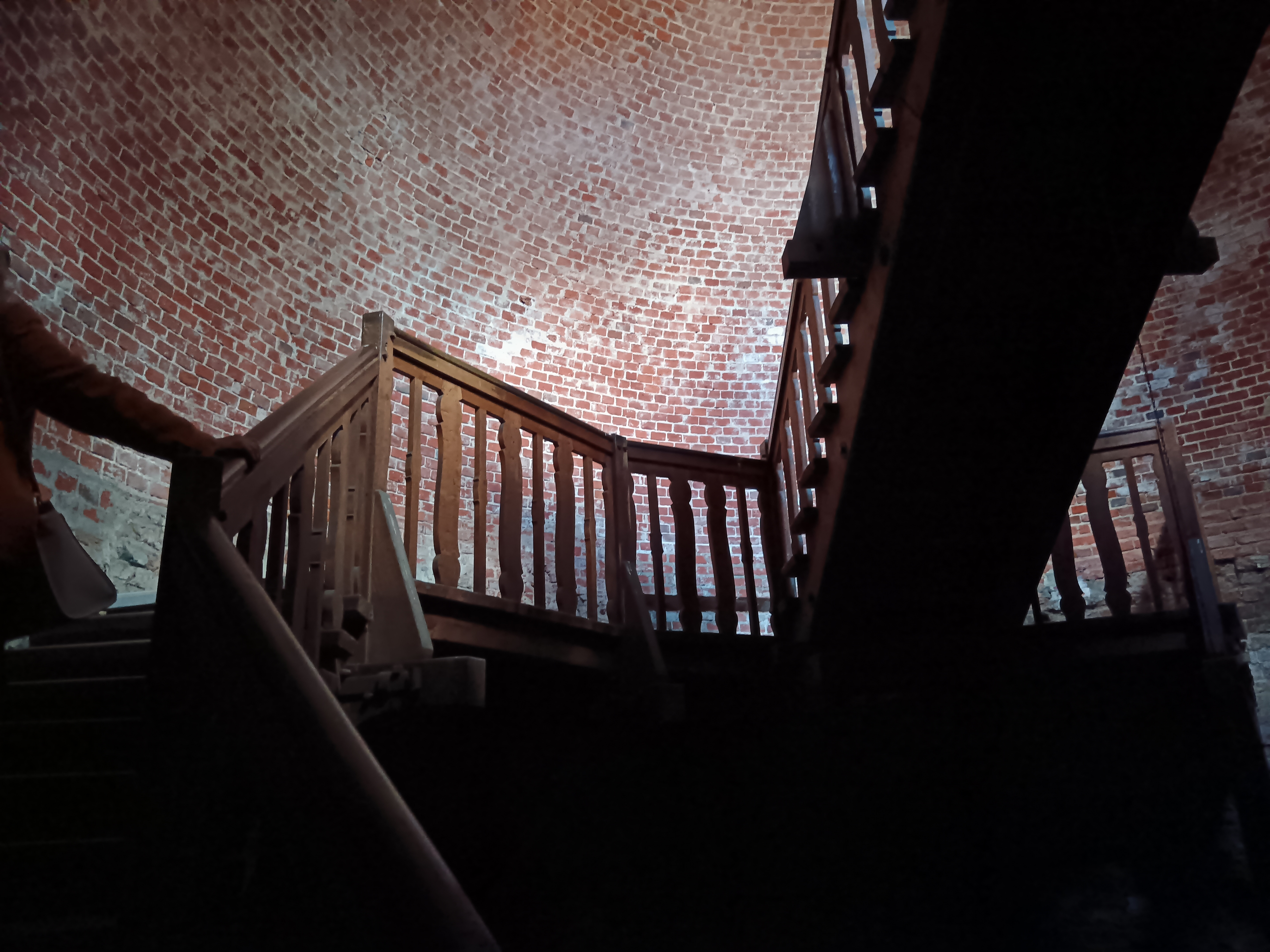
Сходинки до верхівки вежі Юліуса
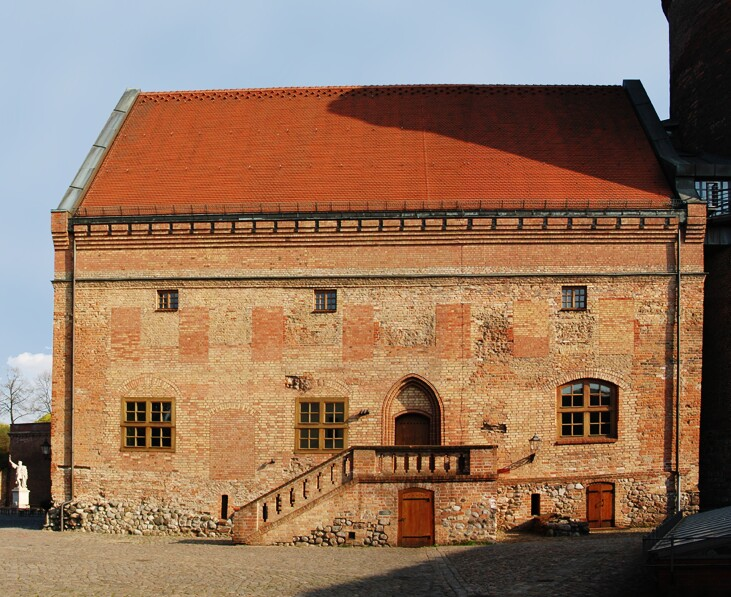
Палас, вид спереду, 2004 р. Також зветься як готичний зал.
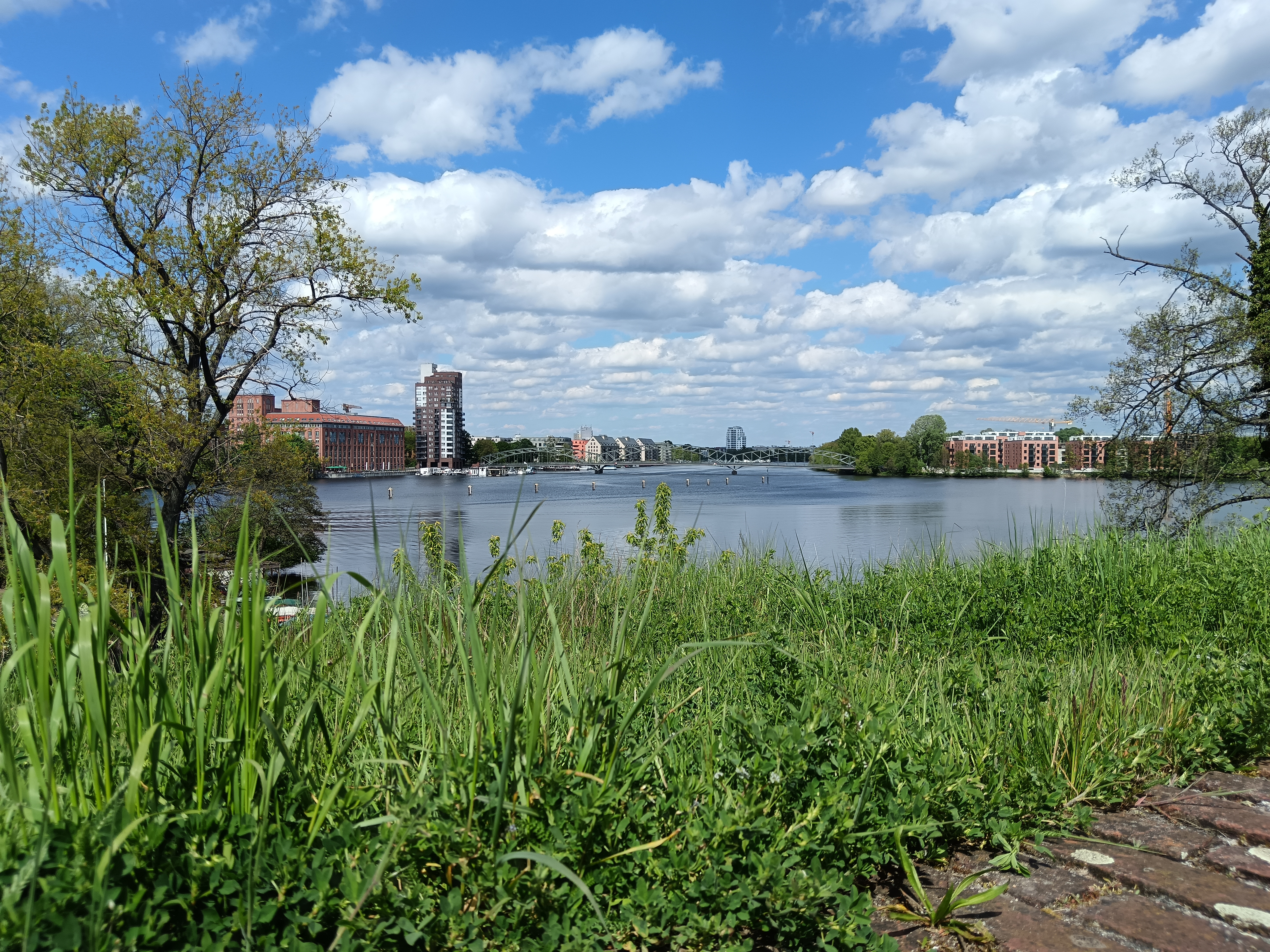
Територія Бранденбург, вид на озера, де можна побачити Айсвердер і його міст.

 Вікісховище має мультимедійні дані за темою: Фортеця Шпандау
1. 1 2 3  Berlin cultural heritage database / Hrsg.: Senatsverwaltung für Stadtentwicklung und Umwelt
2. ↑  Berlin cultural heritage database / Hrsg.: Senatsverwaltung für Stadtentwicklung und Umwelt